# Championnats d'Europe de boxe amateur 1993
Navigation
Édition précédente Édition suivante
La 30e édition des championnats d'Europe de boxe amateur s'est déroulée à Bursa, Turquie, du 6 au 12 septembre 1993. 

## Résultats

### Podiums
| Catégories                    | Or                     | Argent            | Bronze                                |
| Poids mi-mouches (-48 kg)     | Daniel Petrov          | Pál Lakatos       | Mikko Mantere Eduard Gaifulin         |
| Poids mouches (-51 kg)        | Rovshan Huseynov       | Rico Kubat        | Vladislav Nyman Kadir Yıldırım        |
| Poids coqs (-54 kg)           | Raimkul Malakhbekov    | Robert Ciba       | István Kovács Claudiu Cristache       |
| Poids plumes (-57 kg)         | Serafim Todorov        | Ramaz Paliani     | Vyacheslav Vlassov Paul Griffin       |
| Poids légers (-60 kg)         | Jacek Bielski          | Tibor Rafael      | Paata Gvasalia Mechak Kasaryan        |
| Poids super-légers (-63,5 kg) | Nurhan Süleymanoğlu    | Oktay Urkal       | Leonard Doroftei Armen Gevorkyan      |
| Poids welters (-67 kg)        | Vitalius Karpaciauskas | Kenan Öner        | Andreas Otto Michael Savitsky         |
| Poids super-welters (-71 kg)  | Francisc Vaştag        | Orhan Delibaş     | Bert Schenk Gussein Kurbanov          |
| Poids moyens (-75 kg)         | Dirk Eigenbrodt        | Aleksandr Lebziak | Akın Kuloğlu Aleksandr Davidenko      |
| Poids mi-lourds (-81 kg)      | Igor Schinin           | Sinan Şamil Sam   | Sven Ottke Rostislav Zaoulichniy      |
| Poids lourds (-91 kg)         | Georgi Kandelaki       | Don Diego Poeder  | Danny Williams Georgios Stefanopoulos |
| Poids super-lourds (+91 kg)   | Svilen Rusinov         | Zurab Sarsania    | Mika Kihlström Kevin McCormack        |

### Tableau des médailles
| Place | Pays              | Médaille d'or, Europe | Médaille d'argent, Europe | Médaille de bronze, Europe | Total |
| ----- | ----------------- | --------------------- | ------------------------- | -------------------------- | ----- |
| 1     | Bulgarie          | 3                     | 0                         | 0                          | 3     |
| 2     | Russie            | 2                     | 1                         | 3                          | 6     |
| 3     | Allemagne         | 1                     | 2                         | 3                          | 6     |
| 4     | Turquie           | 1                     | 2                         | 2                          | 5     |
| 5     | Géorgie           | 1                     | 2                         | 1                          | 4     |
| 6     | Pologne           | 1                     | 1                         | 0                          | 2     |
| 7     | Roumanie          | 1                     | 0                         | 2                          | 3     |
| 8     | Azerbaïdjan       | 1                     | 0                         | 0                          | 1     |
| 8     | Lituanie          | 1                     | 0                         | 0                          | 1     |
| 10    | Pays-Bas          | 0                     | 2                         | 0                          | 2     |
| 11    | Hongrie           | 0                     | 1                         | 1                          | 2     |
| 12    | Tchéquie          | 0                     | 1                         | 0                          | 1     |
| 13    | Finlande          | 0                     | 0                         | 2                          | 2     |
| 13    | Arménie           | 0                     | 0                         | 2                          | 2     |
| 13    | Ukraine           | 0                     | 0                         | 2                          | 2     |
| 16    | Israël            | 0                     | 0                         | 1                          | 1     |
| 16    | Angleterre        | 0                     | 0                         | 1                          | 1     |
| 16    | Irlande           | 0                     | 0                         | 1                          | 1     |
| 16    | Biélorussie       | 0                     | 0                         | 1                          | 1     |
| 16    | Pays de Galles    | 0                     | 0                         | 1                          | 1     |
| 16    | Grèce             | 0                     | 0                         | 1                          | 1     |
| Total | 21 pays médaillés | 12                    | 12                        | 24                         | 48    |

## Référence
1. ↑  (fr) Championnats d'Europe de boxe amateur 1993 (les-sports.info)